# Elisabeth Harbers

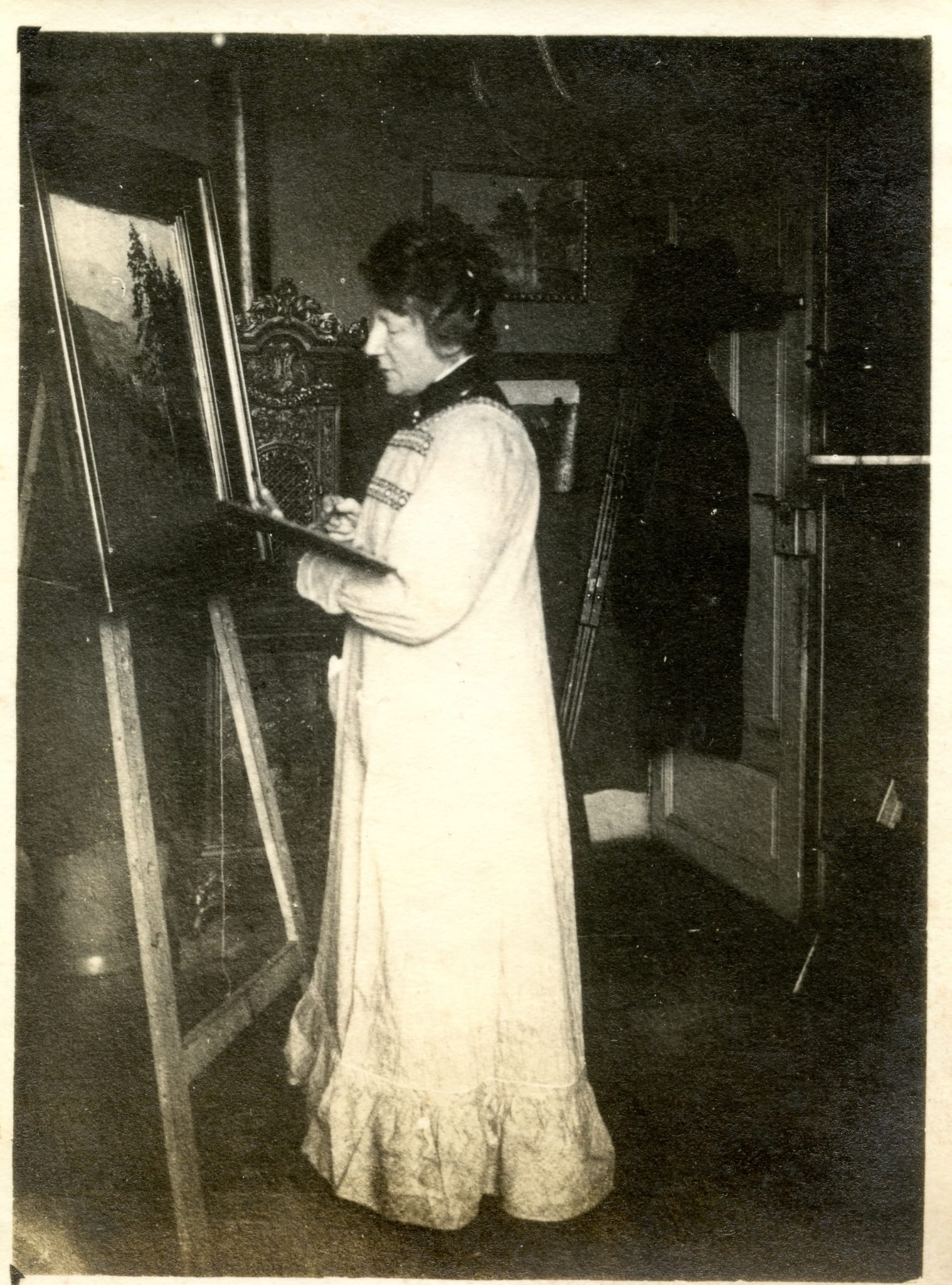
Elsbeth Harbers in ihrem Atelier

Magdalene Elisabeth Marie Harbers (* 29. September 1862 in Bremen; † 18. Juli 1951 in Karlsruhe) war eine deutsche Landschaftsmalerin.

## Leben

### Familie
Elisabeth (Elsbeth) Harbers kam als drittes von mindestens acht Kindern des aus Oldenburg stammenden und in Bremen niedergelassenen Carl Wilhelm Harbers (* 6. November 1819, † 13. September 1900) und seiner 18 Jahre jüngeren Frau Bertha Amalie Caroline Bening zur Welt. Die Familie zählte zur wohlhabenden Bremer Bürgerschicht; der Vater als Mitinhaber der Zigarrenfabrik Wenderoth & Harbers und auch die Mutter als Tochter des Regierungsrates und bekannten Politikers Daniel Heinrich Ludwig Bening kamen beide aus gut situiertem Hause.
Spätestens 1893 ging Elisabeth Harbers nach Karlsruhe. Dort war sie bis 1899 an der Malerinnenschule eingeschrieben, im letzten Studienjahr noch als Gast für das Abendzeichnen. Karlsruhe blieb auch nach Abschluss der Studienzeit ihr Lebensmittelpunkt, unterbrochen von teilweise längeren Aufenthalten in verschiedenen Regionen des Reiches. Folgende Lebensstationen sind dokumentiert:
- Um 1901 in Bad Pyrmont
- 1908–1913: im 3. Stock in der Stefanienstraße 37 in Karlsruhe im Haus des Stadtrats Dr. Ludwig Händel. Im gleichen Haus lebte auch der Porträt- und Landschaftsmaler Otto Propheter.[1]
- 1913–1924: im 3. Stock in der Stefanienstraße 38 in Karlsruhe im Haus der Witwe des Prof. R. Deimling. Im gleichen Haus lebte die Witwe des Kunstmalers Moritz Doppelmayr.[2]
- 1924–1930: im 2. Stock in der Karlstraße 32 in Karlsruhe[3]
- 1930–1933: im 3. Stock in der Kriegsstraße 144[4]
- 1938–1944: im 4. Stock in der Sofienstraße 56 in Karlsruhe. Im gleichen Haus wohnte die Malerin Els Engler gemeinsam mit ihrer Schwester Helene.[5]
- 1944–1946: bei ihrer Schwester Clara Krüger in Künzelsau
- 1946–1949: in der Karlstraße 95[6]
- 1949–1951: in der Monningerstraße 7–11 in Karlsruhe im Altenheim der Barmherzigen Schwestern des Hl. Vinzenz von Paul in dem sie am 18. Juli 1951 im Alter von 88 Jahren auch verstarb.

Ihr Atelier hatte Harbers zwischen 1908 und 1938 in der Sofienstraße 7 in Karlsruhe und ist in der Zeit auch als freiberufliche Kunstmalerin tätig.

### Künstlerischer Werdegang
Elsbeth Harbers konnte bereits in jungen Jahren als Schülerin bei einem niedergelassenen Kunstmaler Unterricht im Malen und Zeichnen nehmen. Als sie sich 1893 an der Malerinnenschule in Karlsruhe einschrieb, gehörte sie mit 31 Jahren zu den älteren Schülerinnen. Bis 1899 und damit ungewöhnlich lange war sie ununterbrochen in Karlsruhe eingeschrieben. Dass dies bei weitem nicht die Regel war zeigt die Tatsache, dass knapp 80 % der Schülerinnen die Schule bereits wieder nach dem ersten Jahr verließen, Lediglich 5 % absolvierten mehr als vier Studienjahre und nur ein kleiner Teil wagte anschließend den Schritt in die Selbstständigkeit als freischaffende Künstlerin.
Entscheidenden Einfluss auf ihre künstlerische Entwicklung hatte ihr Lehrer Max Roman, ab 1886 Lehrer an der Malerinnenschule in Karlsruhe und nach dem Tod des Gründers Paul Borgmann auch deren Leiter. Bereits 1896 knüpfte sie Kontakt zu dem in Gutach / Schwarzwaldbahn lebenden Landschaftsmaler Wilhelm Hasemann, der bereits damals im Rufe des „Schwarzwaldmalers“ Bekanntheit erzielt hatte. Spätere Besuche der Gutacher Malerkolonie sind durch mehrere Werke dokumentiert.
Während des Studiums entwickelte sich eine Freundschaft zu Else Engler, die bis ins hohe Alter reichen sollte. Sie besuchte die Geschwister Engler auch während derer zahlreichen Aufenthalte in St. Märgen und verbrachte dort in den Jahren 1915/1916 jeweils mehrere Monate, die als Grundlage für ihre Landschaftsbilder dienten. Bis heute gilt Harbers als die Landschaftsmalerin mit der größten Motivvielfalt von Eindrücken in und um St. Märgen, weshalb das dortige Klostermuseum ihr auch eine Dauerausstellung gewidmet hat. Bereits unter den 1910 bei Walter veröffentlichten Kunstpostkarten befinden sich St. Märgener Motive. Die meisten Bilder und Postkartenmotive aus der Gegend um St. Märgen entstanden aber ab 1914 im Rahmen ihrer Zusammenarbeit mit der Galerie und dem Kunstverlag Geschwister Moos in Karlsruhe.
Einflussreich war ebenfalls der Landschaftsmaler Karl Biese aus der Grötzinger Malerkolonie, die eine enge Verbindung zur Malerinnenschule in Karlsruhe pflegte. Grötzingen war während der Sommermonate fester Bestandteil der Ausbildung an der Malerinnenschule insbesondere im Hinblick auf Landschaftsstudien unter Supervision. Vieles deutet darauf hin, dass Harbers mit großem Willen und Zielstrebigkeit darauf hinarbeitete, mit ihrer Kunst den Lebensunterhalt bestreiten zu können, wenn auch teilweise unter wirtschaftlich schwierigen Bedingungen.

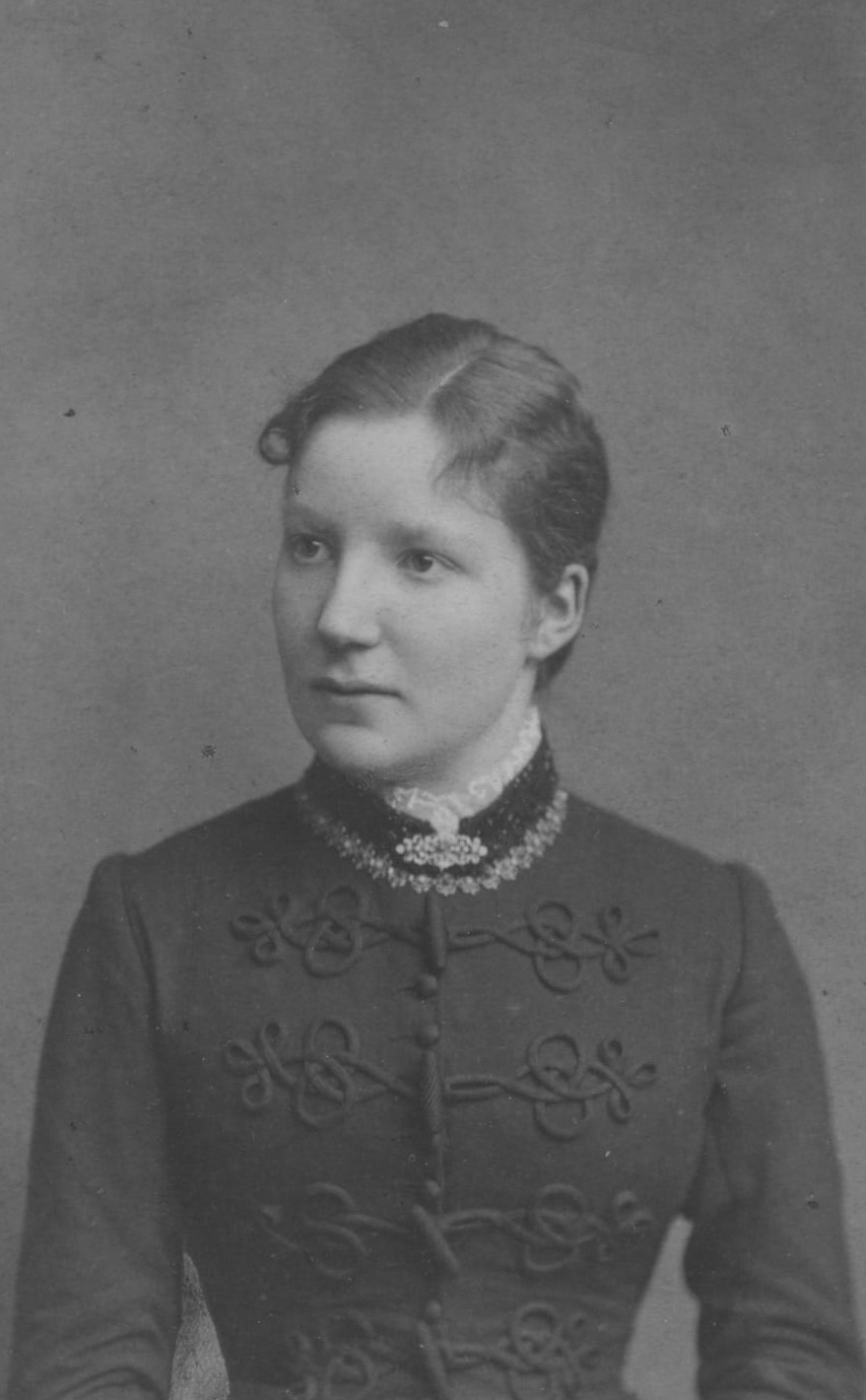
Portraitaufnahme Elsbeth Harbers

1902 nahm sie mit fünf Bildern an der großen Wormser Kunstausstellung teil, bei der zahlreiche Werke aus allen bedeutenden Künstlerschulen des Reiches vertreten waren. Dass die Malerinnen gegenüber ihren männlichen Kollegen aber in der Feuilleton- und Kritikerszene des frühen 20. Jahrhunderts noch einen schweren Stand hatten, zeigte die Besprechung der Ausstellung im Gießener Anzeiger, in der nach ausführlicher Beschreibung der verschiedenen männlichen Künstler kurz ausgeführt wird: 
„Malerinnen haben sich mit tüchtigen Talentproben eingefunden. Da wäre in erster Linie zu nennen: […] ihre Kollegin Elsbeth Harbers, die hübsche Landschaftsmotive liefert.“
1903 stellte sie im Badischen Kunstverein Karlsruhe sieben Landschaftsmotive aus, die im Rahmen eines Aufenthalts im oberbayerischen Bad Kohlgrub entstanden waren.
1905 folgten Ausstellungen im Kölner Kunstverein sowie ebenfalls wieder im Badischen Kunstverein Karlsruhe. 1906 präsentierte sie die Ölgemälde Aufgehender Mond und Abend in Karlsruhe im Rahmen der großen Kunstausstellung anlässlich der Goldenen Hochzeit von Großherzog Friedrich I. und Großherzogin Luise von Baden, letztere als Schirmherrin der Malerinnenschule in Karlsruhe zeitlebens eine Förderin der Kunst und insbesondere der Künstlerinnen.

Im gleichen Jahr stellte das Leopold-Hoesch-Museum Düren eine Reihe von Landschaftsbildern von ihr aus:

„Elsbeth Harbers vertritt mit 10 mittleren und kleineren Landschaften vorteilhaft die Karlsruher Kunst. Sie erzielt durch die körnige Fläche auf der grob gewebten Leinwand einen eigentümlichen, besonderen Reiz und verdienen ihre Arbeiten eingehende Betrachtung.“
1910 publizierte der Karlsruher Kunstverlag Heinrich Walter eine Serie von Kunstpostkarten mit 12 Schwarzwaldmotiven von Harbers.
Um 1911 ist ein Aufenthalt in der Künstlerkolonie Worpswede dokumentiert. Aus den dort entstandenen Werken erschienen im Münchner Verlag H. K. & Co. zwei Serien von Kunstpostkarten mit je sechs Motiven. 1914 war sie im Rahmen der 4. Sonderausstellung von Schwarzwaldgemälden der Galerie Moos in Karlsruhe mit mehreren Werken vertreten.
Der zugehörige Verlag Geschwister Moos veröffentlichte im Anschluss bis in die 1920er Jahre mehrere Serien von Kunstpostkarten mit insgesamt 48 verschiedenen Schwarzwaldmotiven, vorwiegend um St. Märgen, Buchenbach und Oberibental. Ausgewählte Landschaftsbilder wurden zusätzlich im gleichen Verlag als großformatige Kunstdrucke separat verlegt. Die große Popularität insbesondere der Schwarzwaldmotive zeigt sich nicht zuletzt in der Tatsache, dass der Verlag zum Zeitpunkt des Zwangsverkaufs der jüdischen Eigentümer 1939 mehrere tausend dieser Kunstdrucke von Harbers nebst zugehöriger Originale und Druckplatten im Inventar führte.

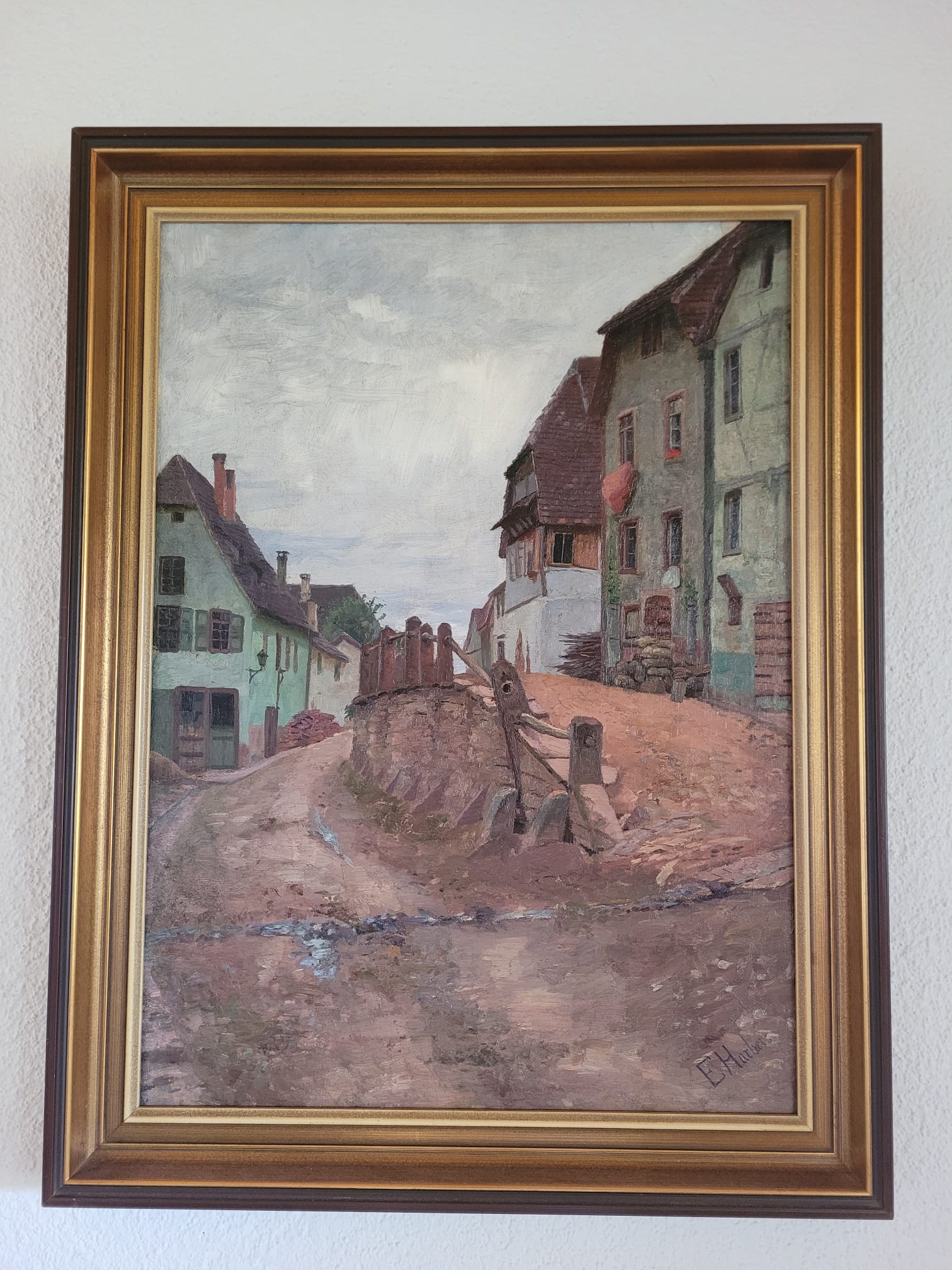
Dorfstraße in Grötzingen

### Werke und Motive
Elsbeth Harbers ist heute in erster Linie durch ihre Schwarzwaldmotive bekannt. Dies wird unterstützt durch die im Verlag Geschwister Moos in großer Auflage zirkulierten Postkarten und Kunstdrucke. Insbesondere in den ersten Jahren nach ihrem Studium an der Malerinnenschule entstanden auch eine Vielzahl an Landschaftsmotiven überwiegend in Öl, die meist an private Sammler verkauft wurden und sich bis heute im Privatbesitz befinden. Die dafür verwendeten Motive gehen weit über den Schwarzwald hinaus und zeugen von einer regen Reisetätigkeit. Nachweisbar sind Landschaftsmotive aus folgenden Gegenden Deutschlands:
- Grötzingen bei Karlsruhe
- Gutach im Schwarzwald[16]
- St. Märgen, Ibental, Buchenbach im Schwarzwald[17][18][19][20]

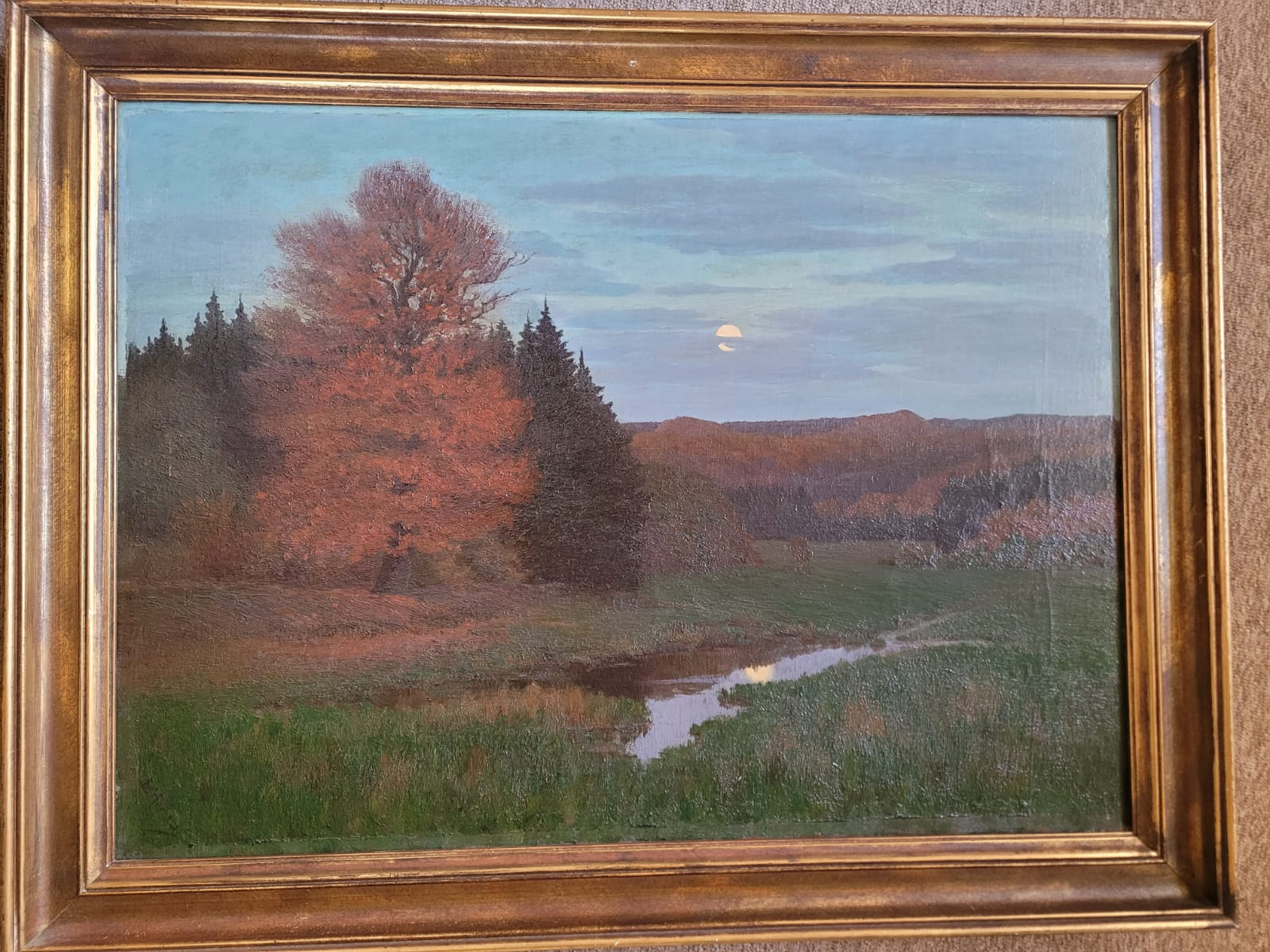
Aufgehender Mond

- Bad Kohlgrub[11]
- Bad Pyrmont und Lüneburger Heide[21][22]
- Worpswede in Niedersachsen
- Groß-Karben in Hessen[23][24][17][25]
- mehreren Orten in der Eifel[26][27][23][25][28]
- rund um den Bodensee[29][30][31]

## Mitschülerinnen an der Malerinnenschule Karlsruhe mit späterem künstlerischen Werdegang (Auswahl)

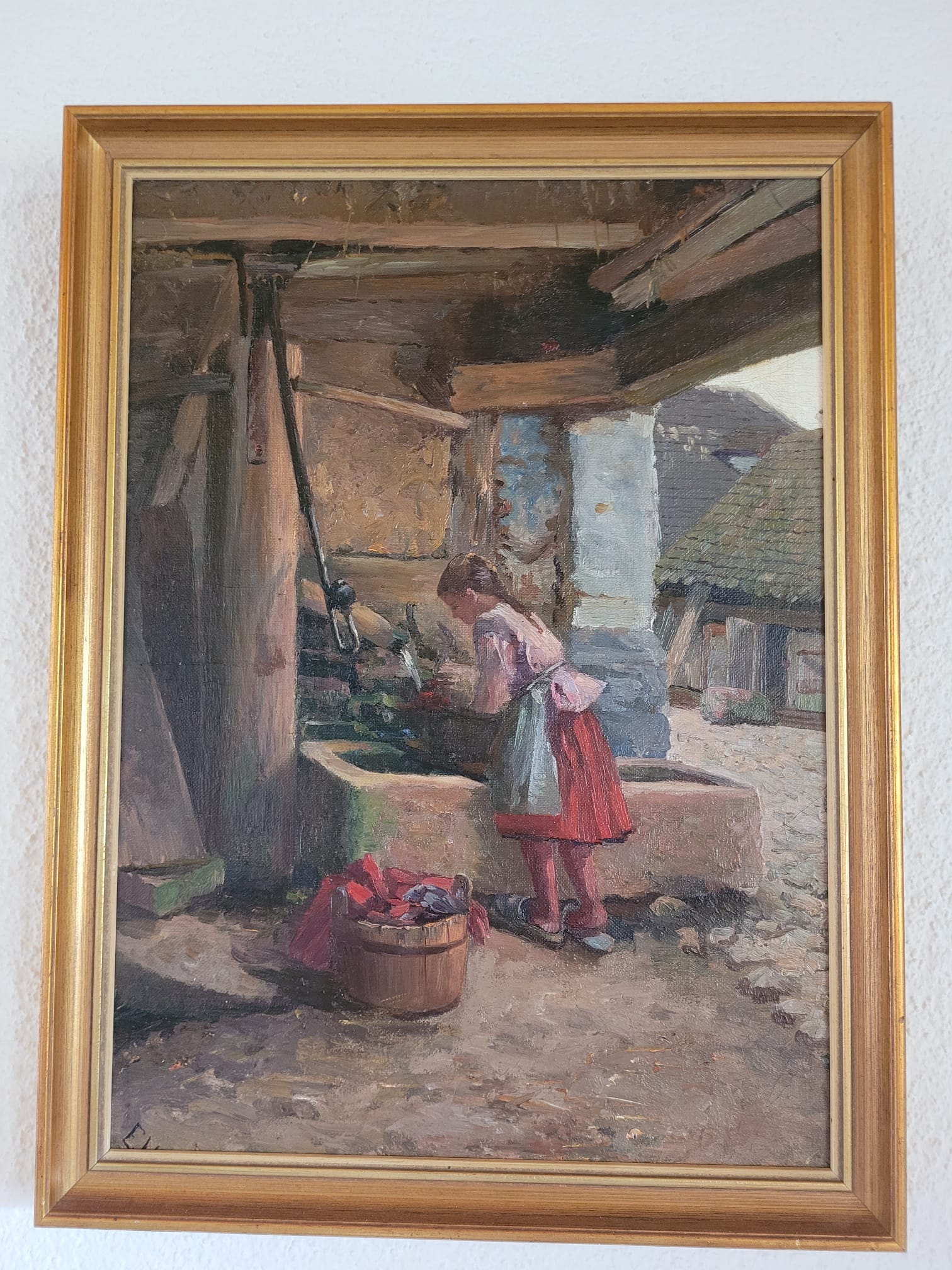
Mädchen am Brunnen

- Maud Egremont
- Else Engler
- Berta Schmieth
- Johanna Slevogt
- Dora Horn
- Margarethe von Reinken